# Armagnac-Ténarèze
Armagnac-Ténarèze  een van de drie  terroirs, verbouwingsgebieden, waar in de Armagnacstreek (die samenvalt met de Côtes de Gascogne), de druiven voor het distilleren van Armagnac mogen worden verbouwd. Dit gebied ligt in het midden, tussen Bas-Armagnac en  Haut-Armagnac, de grond bestaat vooral uit kalk en klei. Men vindt er Montréal, Castelnau-d’Auzan en Condom. Het gedistilleerd is er in het algemeen gecorseerd van smaak en komt pas op latere leeftijd tot volle wasdom.